# Nuala Ahern
Nuala Ahern (ur. 5 lutego 1949 w Belfaście) – irlandzka polityk, posłanka do Parlamentu Europejskiego w latach 1994–2004.

## Życiorys
Z zawodu jest psychologiem. Została członkinią Partii Zielonych, a także działaczką ruchu antynuklearnego, zajęła się publicystyką ekologiczną.
W latach 1991–1994 była radną hrabstwa Wicklow, a w 1992 bez powodzenia startowała do Dáil Éireann. W wyborach w 1994 zdobyła mandat w Parlamencie Europejskim, w 1999 z powodzeniem ubiegała się o reelekcję. W PE należała do grupy Zielonych i Wolnego Sojuszu Europejskiego, zasiadała w komisji ds. petycji (1994–1997) oraz komisji ds. przemysłu, handlu zewnętrznego, badań naukowych i energii (1999–2002). Nie kandydowała na kolejną kadencję.